# Gedenkmedaille zur Verabschiedung der Weimarer Verfassung 1919

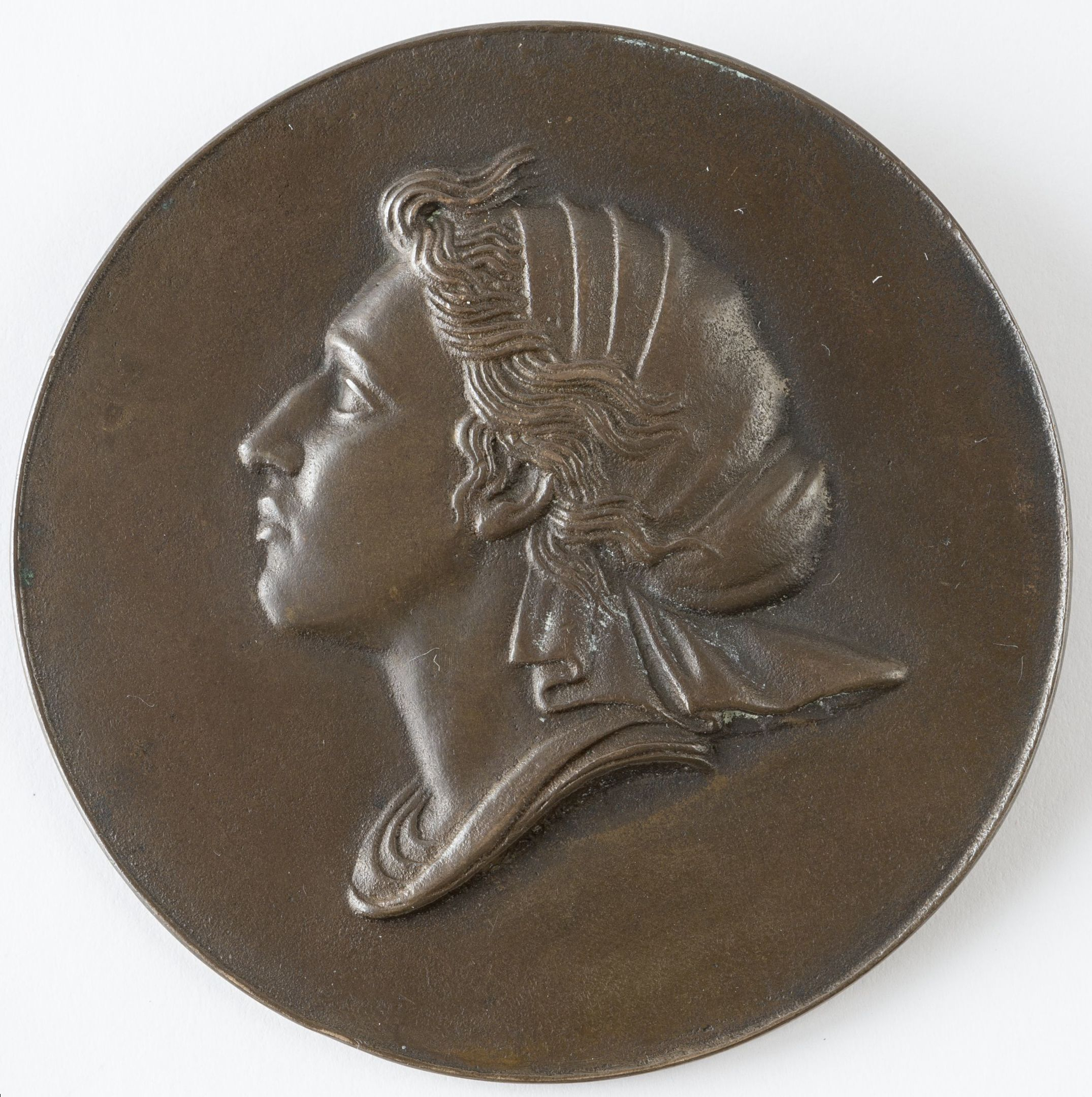
Frauenbildnis auf der Vorderseite der Medaille, von Heinrich Waderé nach dem Vorbild von Marie Juchacz gestaltet

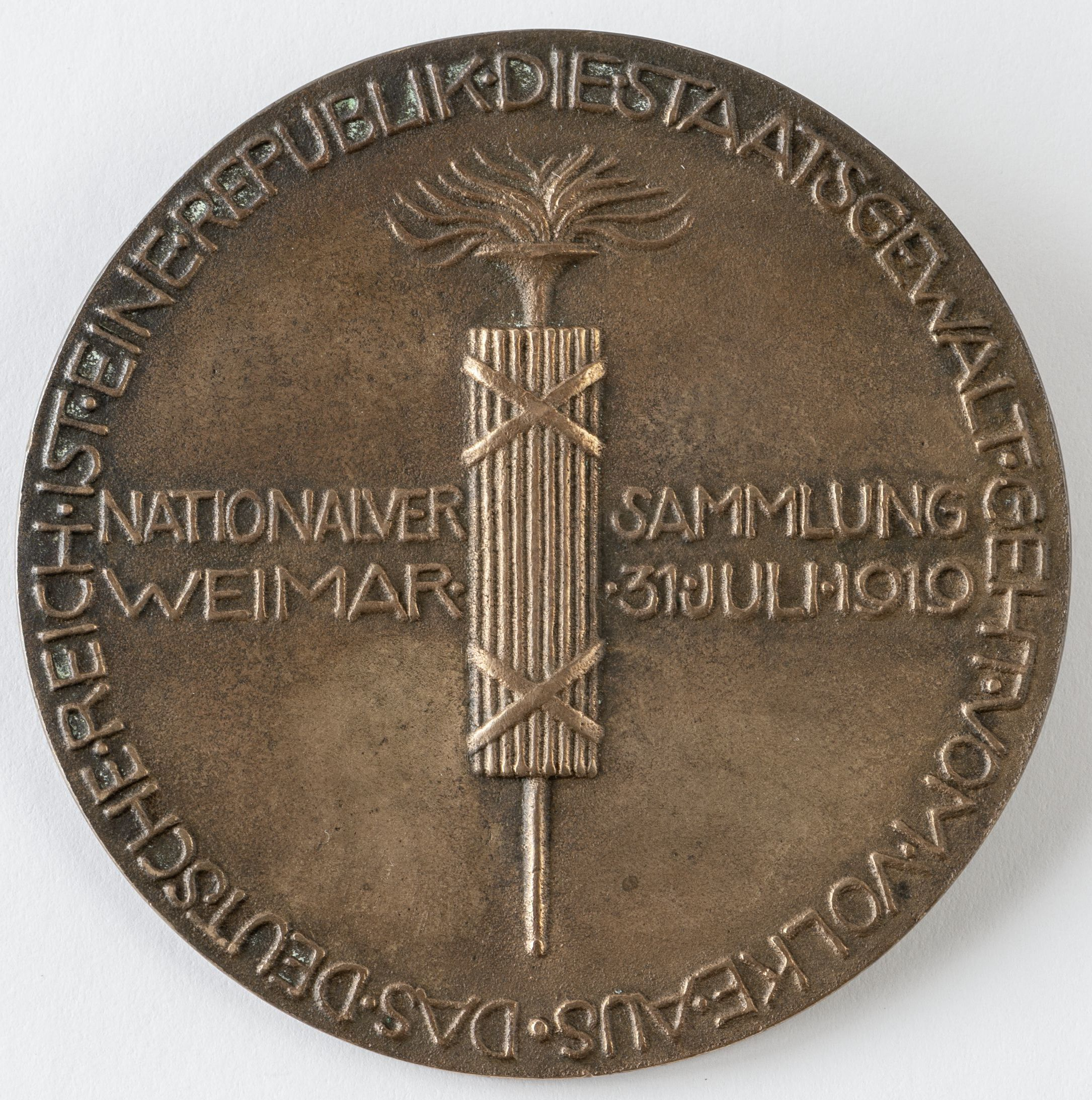
Die Rückseite der Gedenkmedaille: Rutenbündel mit Fackel und Inschriften

Die Gedenkmedaille zur Verabschiedung der Weimarer Verfassung 1919 wurde zum Gedenken an den Beschluss der Weimarer Verfassung am 31. Juli 1919 durch die in Weimar tagende Nationalversammlung herausgegeben.

## Beschreibung

### Vorderseite
Auf der Vorderseite der Medaille findet sich eine Darstellung der Germania als Symbolfigur der Deutschen. Vorbild für dieses Bildnis war Marie Juchacz, selbst Mitglied der Weimarer Nationalversammlung, Sozialdemokratin, Frauenrechtlerin und Sozialreformerin.
Das nach links gewandte Frauenprofil wird von keiner erläuternden Inschrift oder Umschrift begleitet. Die nach hinten wehenden Haare der Frau sind mit einem Kopftuch bedeckt. „Erwartungsfroh schaut die Symbolfigur der jungen Republik in die Zukunft“, interpretiert der Ausstellungskatalog des Deutschen Historischen Museums Berlin zur Ausstellung Der Weltkrieg 1914–1918. Ereignis und Erinnerung die Darstellung.

### Rückseite
Die Rückseite der Medaille zeigt mittig ein Rutenbündel mit brennender Fackel, das von einer zweizeiligen waagerechten Inschrift eingefasst wird:

„NATIONALVERSAMMLUNG WEIMAR·31·JULI·1919“

 Am Rand verläuft der Wortlaut von Artikel 1 der neuen Verfassung: Das deutsche Reich ist eine Republik. Die Staatsgewalt geht vom Volke aus. (Leserichtung von der Mitte unten im Uhrzeigersinn):

„DAS·DEUTSCHE·REICH·IST·EINE·REPUBLIK·DIE·STAATSGEWALT·GEHT·VOM·VOLKE·AUS·“

## Medailleur
Die unsignierte Bronzegussmedaille wurde von dem Münchener Medailleur Heinrich Waderé gestaltet, der im Vorlauf mehrere Entwürfe erstellte. Das Bayerische Nationalmuseum in München verfügt über das rund 8 cm große Gipsmodell eines so nicht verwirklichten Entwurfes, bei dem auf der Vorderseite der Medaille das Frauenbildnis mit dem umlaufenden Text „VERABSCHIEDUNG·DER·VERFASSUNG·DES·DEUTSCHEN·REICHES·NATIONALVERSAMMLUNG·WEIMAR 31. JULI 1919“ kombiniert war und die Signatur Waderés rechts unterhalb des Frauenbildnisses enthielt, während die Rückseite bereits dem endgültigen Aussehen der Medaille entsprach.

## Medaillen auf die tagende Nationalversammlung
Zahlreiche Medaillen auf die im Weimarer Nationaltheater tagende Nationalversammlung äußern sich in einem breiten Spektrum zwischen Pathos und Spott über das Ereignis. Eine von Carl Ebbinghaus gestaltete Plakette zeigt auf der Vorderseite drei Grazien (Wahrheit, Freiheit, Recht) mit der umlaufenden Schrift In Frieden wirke nun wie es die Zeit begehrt als eine heiter-optimistische Variante.